# Gastridium
Gastridium là một chi thực vật có hoa trong họ Hòa thảo (Poaceae).

## Loài
Chi Gastridium gồm các loài: